# Edinburgh
Edinburgh [ˈɛdɪnb(ə)ɹə] ⓘ (schottisch-gälisch Dùn Èideann [tuːn ˈeːtʃən]; deutsch Edinburg; amtlich City of Edinburgh) ist seit dem 15. Jahrhundert die Hauptstadt von Schottland. Seit 1999 ist Edinburgh außerdem Sitz des Schottischen Parlaments. Die Stadt ist mit etwa 525.000 Einwohnern nach Glasgow die zweitgrößte Stadt Schottlands und seit 1996 eine der 32 schottischen Council Areas. Die Stadt liegt in Lothian an Schottlands Ostküste auf der Südseite des Firth of Forth gegenüber von Fife.

## Name
Das Vorderglied im Namen Edinburgh ist das kumbrische Wort Eydin, der frühmittelalterliche Name der Region, in der heute Edinburgh liegt. Als ursprünglicher Stadtname ist damit kumbrisch Din Eydin „Burg von Eydin“ zu erschließen. Die Bedeutung des Landschaftsnamens Eydin ist unbekannt. Die im nachmaligen Südschottland eindringenden Angelsachsen übersetzten kumbrisch din mit ihrem gleichbedeutenden burh, woraus sich das heutige Edinburgh entwickelte.
Oft wird die Stadt auch „Athen des Nordens“ (nach einem Zitat von Theodor Fontane), „Stadt der sieben Hügel“ oder „Festival-Stadt“ genannt. Sir Walter Scott nannte sie „My own romantic town“. Überholt ist der Beiname Auld Reekie „Alte Verräucherte“, den Edinburgh seinen früher beständig rauchenden Fabrikschornsteinen verdankte. Schottische Auswanderer haben den Namen Edinburghs in die Welt getragen. Heute findet er sich in Indiana und – mit dem gälischen Namen Dunedin – in Neuseeland und Florida.
Weitere Beispiele sind hier aufgeführt.

## Geografie

### Umgebung Edinburghs
Etwa 15 km nordwestlich überspannt die Forth Bridge den Firth of Forth. 10 km östlich der Stadt ist der Strand von Portobello. Vor den Pentland Hills liegt Fairmilehead, der südlichste und höchstgelegene Stadtteil Edinburghs.

### Klima
|                       | Jan  | Feb  | Mär  | Apr  | Mai  | Jun  | Jul  | Aug  | Sep  | Okt  | Nov  | Dez  |   |       |
| Mittl. Tagesmax. (°C) | 6,2  | 6,5  | 8,7  | 11,1 | 14,2 | 17,3 | 18,8 | 18,5 | 16,2 | 13,2 | 8,7  | 6,9  | ⌀ | 12,2  |
| Mittl. Tagesmin. (°C) | 0,3  | 0,0  | 1,5  | 3,1  | 5,7  | 8,7  | 10,3 | 10,2 | 8,4  | 5,9  | 2,1  | 0,9  | ⌀ | 4,8   |
|                       |      |      |      |      |      |      |      |      |      |      |      |      |   |       |
| Niederschlag (mm)     | 57   | 42   | 51   | 41   | 51   | 51   | 57   | 65   | 67   | 65   | 63   | 58   | Σ | 668   |
|                       |      |      |      |      |      |      |      |      |      |      |      |      |   |       |
| Regentage (d)         | 17,2 | 13,6 | 16,2 | 14,0 | 14,4 | 13,3 | 13,1 | 15,2 | 16,5 | 16,7 | 16,3 | 16,3 | Σ | 182,8 |

| 0,3 |

| 0,0 |

| 1,5 |

| 3,1 |

| 5,7 |

| 8,7 |

| 10,3 |

| 10,2 |

| 8,4 |

| 5,9 |

| 2,1 |

| 0,9 |

| 0,3 |

| 0,0 |

| 1,5 |

| 3,1 |

| 5,7 |

| 8,7 |

| 10,3 |

| 10,2 |

| 8,4 |

| 5,9 |

| 2,1 |

| 0,9 |

## Geschichte

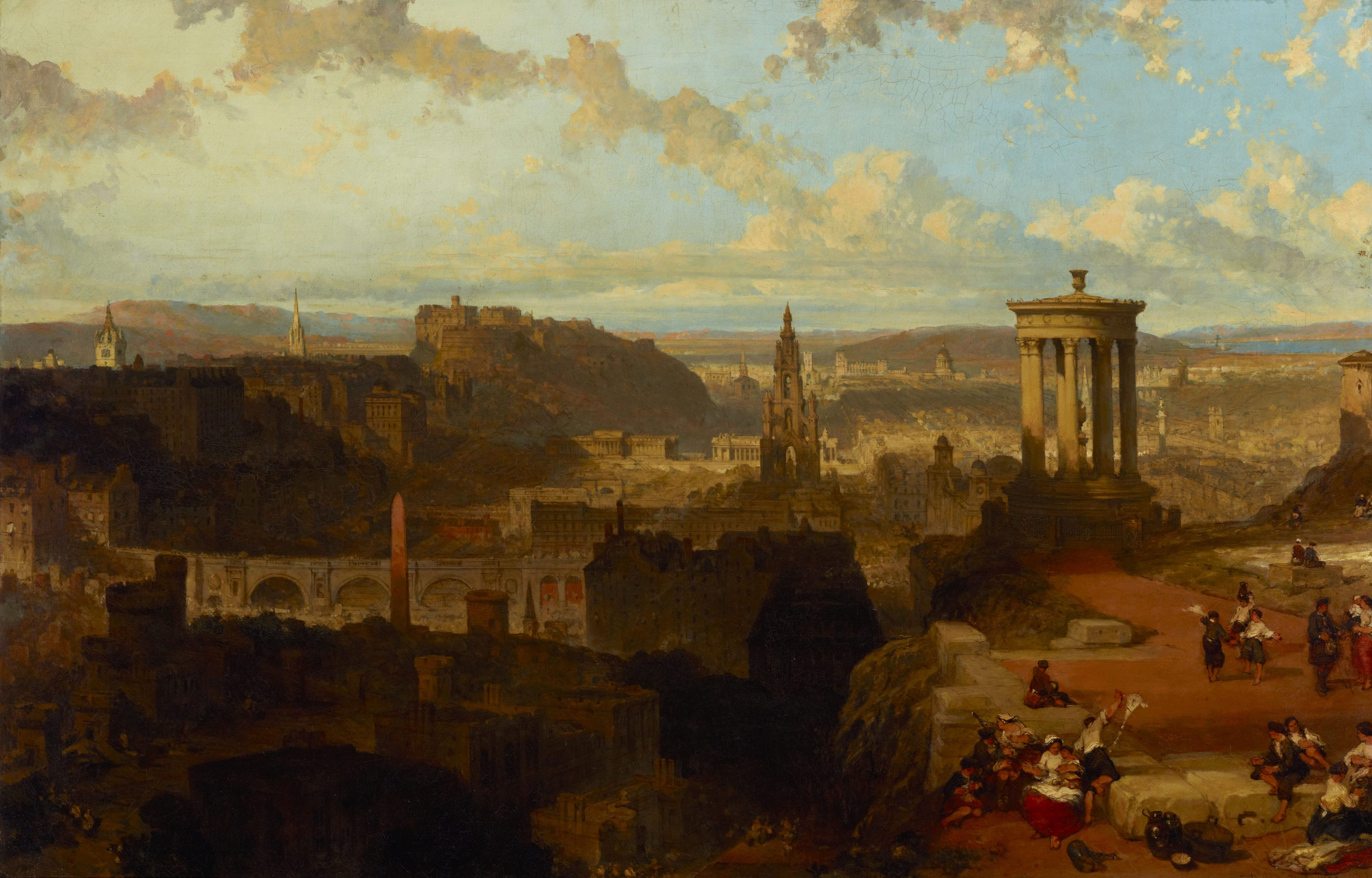
Blick vom Calton Hill auf das Stadtzentrum von Edinburgh (Gemälde von David Roberts, 1858)

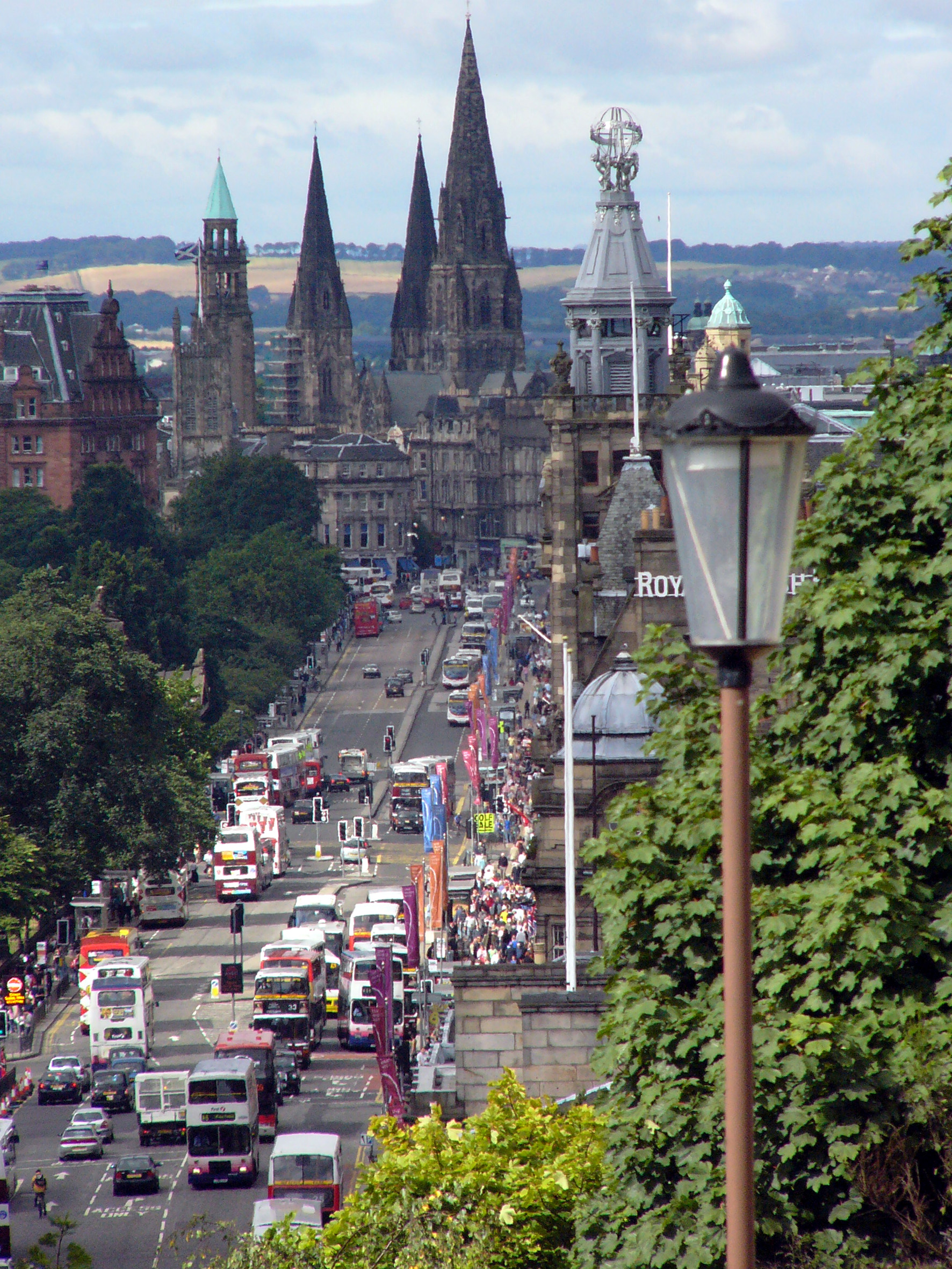
Princes Street

Es gibt zahlreiche vorgeschichtliche Relikte im Edinburgher Stadtgebiet. Vor der Trockenlegung des Bereichs gab es Seen und Sümpfe zwischen den Hügeln, auf denen die Wohnplätze und Siedlungen lagen. Während der letzten zwei Jahrhunderte wurden prähistorische Grabstätten (Arthur’s Seat) und Horte mit Bronzeartefakten entdeckt. In der Straße Caiystane View steht in Richtung auf die Oxgangs Road ein großer Menhir (englisch Standing stone) mit Schälchen (englisch cup marks). Neben dem Newbridge Kreisverkehr, auf der Westseite der Stadt, liegt das bronzezeitliche Ritualzentrum am Huly Hill Cairn. Es gibt eisenzeitliche Befestigungen aus dem 1. Jahrtausend v. Chr. auf dem Wester Craiglockhart Hill und auf dem Hillend, dem nächstgelegenen der Pentland Hills. Mesolithische Spuren und die eines römischen Kastells liegen in Cramond, einem Dorf am Rande von Edinburgh. Die Statue einer Löwin, die einen Mann verschlingt, wurde in der Mündung des Almond (Firth of Forth) gefunden. Ein Piktischer Symbolstein wurde in den Princes Street Gardens als Teil einer Clapper bridge verwendet wiedergefunden.
Zum Ende des 1. Jahrhunderts landeten die Römer in Lothian und entdeckten einen keltisch-britannischen Stamm, den sie Votadini nannten. Irgendwann vor dem 7. Jahrhundert n. Chr. errichten die Gododdin, die wahrscheinlich Nachkommen der Votadini waren, die Hügelfestung Din Eidyn („Burg von Eydin“). Obwohl die genaue Position nicht bekannt ist, ist anzunehmen, dass sie einen die Umgebung überragenden Standort wie Castle Rock, Arthur’s Seat oder Calton Hill gewählt haben.
Zunächst war Scone (heute Old Scone) das Zentrum des vereinigten Königreichs von Alba (→ Königreich Schottland). Es verlor im späteren Mittelalter an Bedeutung, und das nur 1½ km flussabwärts gelegene Perth übernahm seine Rolle. Auch andere burghs (Freistädte) wie Stirling spielten für die schottische Geschichte eine bedeutende Rolle. Nach der Ermordung Jakobs I. 1437 fiel die Rolle der Hauptstadt Schottlands dann Edinburgh zu. Die Hauptstadtfunktion im Mittelalter ergab sich aus der häufigen, lange dauernden Anwesenheit des königlichen Hofes, der an verschiedenen Orten Station machte. Das historische Parlament von Schottland tagte ebenfalls an unterschiedlichen Orten.
Im Jahr 1093 wird eine Burg in Edinburgh erwähnt, aus der sich das die Stadt dominierende Edinburgh Castle entwickelte.
Die Kirche des heiligen Ägidius, englisch St Giles’ Cathedral, wurde zum Mittelpunkt der wachsenden Ortschaft. Ihre erste urkundliche Erwähnung stammt aus dem Jahr 854, das noch heute existierende Gebäude wurde etwa seit dem Jahr 1120 gebaut. Im 16. Jahrhundert predigte John Knox in St Giles, die heute die High Kirk of Edinburgh der Church of Scotland ist.
1128 wurde das Chorherrenstift Holyrood Abbey von König David I. errichtet, allerdings weit außerhalb der damaligen Stadt. Zwischen Edinburgh und der Abtei des Heiligen Kreuzes (holy rood) lag auch noch die Stadt Canongate (canon bedeutet Kanoniker). Neben Holyrood Abbey, von der heute nur noch Ruinen zeugen, wurde in der Folge Holyrood Palace erbaut, dieser ist als Palace of Holyroodhouse offizielle Residenz des britischen Monarchen und bildet den östlichen Abschluss der „Royal Mile“.
Nach Jahren der Auseinandersetzung wurde die Burg sowie die Stadt von Unterstützern von Queen Mary gehalten. Diese widersetzten sich dem Earl of Lennox, der als Regenten für James VI tätig war. Die daraus folgende Belagerung wurde als der Lang Siege bekannt. Die Belagerung endete mit der Einnahme der Brug und damit, dass einige Unterstützer von Mary gehängt wurden.
1583 wurde in Edinburgh eine Universität gegründet, die allerdings in der geschichtlichen Folge erst die vierte in Schottland ist; die University of St Andrews geht auf das Jahr 1413 zurück.
Zur wechselvollen Geschichte der Stadt gehört auch der sogenannte Bischofskrieg von 1639. König Karl I. von England und Schottland versuchte, seinen Willen der Kirche von Schottland durch ihm genehme Bischöfe aufzuzwingen und auch ein nach der englischen Liturgie geschaffenes Gebetbuch einzuführen. Es kam zu Aufständen, als deren Initiatorin die Marktfrau Jenny Geddes genannt wird, die in der Kathedrale von St. Giles einen Stuhl nach dem Pfarrer warf.
Zu den wichtigsten Daten der Geschichte Edinburghs und ganz Schottlands gehört das am 1. Mai 1707 in Kraft getretene Vereinigungsgesetz, der Act of Union. Dieses Gesetz schuf die Grundlage für die Vereinigung des Königreichs England und des Königreichs Schottland.
Im Ersten Weltkrieg wurde Edinburgh am 2. April 1916 von zwei deutschen Zeppelinen bombardiert, wobei durch 24 abgeworfene Bomben, die über der Stadt niedergingen, 13 Menschen getötet und 24 verletzt wurden. Unter anderem wurden zwei Hotels und Wohnhäuser von Bomben getroffen. Im Zweiten Weltkrieg wurde Edinburgh zwischen dem 18. Juli 1940 (erster Luftangriff) und dem 6. August 1941 mehrmals von deutschen Bomben getroffen, wobei 20 Zivilisten ums Leben kamen und 210 verletzt wurden. Allein bei dem schwersten Angriff am 7. April 1941 wurden drei Kirchen und 270 Häuser beschädigt.
Das wieder errichtete Schottische Parlament konstituierte sich nach fast 300 Jahren am 12. Mai 1999 in Edinburgh.

## Bevölkerung
| Stichtag      | 5. April 1991 | 29. April 2001 | 30. Juni 2011 | 30. Juni 2021 |
| Einwohnerzahl | 400.632       | 430.082        | 476.626       | 526.470       |

Die meisten Einwohner Edinburghs sind Schotten, daneben gibt es viele Iren und auch Deutsche, Polen, Italiener, Ukrainer, Pakistaner, Sikhs, Bengalen, Chinesen und Engländer. Es gibt Schulen für katholische und protestantische Kinder. Im Juli findet in Edinburgh jedes Jahr einer der größten Orange Walks außerhalb Nordirlands statt (zum Gedenken an den protestantischen Sieg in der Schlacht am Boyne).

## Religion
In Edinburgh befindet sich der Sitz der presbyterianischen (reformierten) Church of Scotland, deren Hauptkirche die St Giles’ Cathedral ist. Die Scottish Episcopal Church, eine Mitgliedskirche der Anglikanischen Gemeinschaft, ist in Edinburgh vertreten durch die Diözese von Edinburgh, deren Kathedrale die anglikanische St Mary’s Cathedral ist. In der Stadt befindet sich schließlich auch der Sitz des römisch-katholischen Erzbistums Saint Andrews und Edinburgh, dessen Hauptkirche ebenfalls eine Marienkathedrale ist. Ferner sind verschiedene orthodoxe Kirchen und protestantische Freikirchen vertreten.
Muslimen stehen mehrere Moscheen zur Verfügung. Die größte ist die Edinburgh Central Mosque. Neben der jüdischen orthodoxen Gemeinde besteht in der Stadt auch eine liberale jüdische Gemeinde.
Ungefähr 33 % der Bevölkerung gehören einer christlichen Glaubensgemeinschaft an. 3 % gehören einem muslimischen Glauben an. Zudem gibt es ungefähr 3000 Buddhisten, 4000 Hinduisten und 2000 Juden in der Stadt. Wobei der Anteil der christlichen Bevölkerung der Stadt abnimmt, steigen die Zahlen bei nicht-christlichen Religionen im Verlauf der letzten Jahre stark an.

## Politik und Verwaltung
- SNP: 19
- SLP: 13
- SLD: 12
- SGP: 10
- SCP: 9

### Übergeordnete Verwaltung
Edinburgh ist die historische Hauptstadt von Schottland und der früheren Grafschaft Edinburghshire, die heute Midlothian heißt. Neben Glasgow, Dundee und Aberdeen war Edinburgh seit 1890 eines der vier Counties of cities in Schottland. 1975 wurde Edinburgh zu einem District der Region Lothian und 1996 wurde die Stadt im Rahmen der Einführung einer einstufigen Verwaltungsstruktur zur Council Area City of Edinburgh. Edinburgh ist auch eine der Lieutenancy Areas von Schottland.
Der Edinburgh City Council umfasst 63 Sitze. Seit der Kommunalwahl 2017 besitzt die Scottish National Party die Mehrheit. Bei der Wahl 2012 konnte sie ihre 19 Sitze verteidigen.
Oberbürgermeister (Lord Provost) ist seit der Wahl 2022 Robert Aldridge (Scottish Liberal Democrats).

### Stadtwappen

Edinburghs Fahne, identisch mit dem Stadtwappen

Edinburgh hatte schon seit dem 14. Jahrhundert ein Stadtwappen, es wurde aber erst 1732 vom Lord Lyon King of Arms offiziell erwähnt. Nach der Verwaltungsreform 1975 gab der City of Edinburgh District Council nach historischer Vorlage ein neues Wappen in Auftrag: Im Schild, über dem die schottische Krone und ein Admiralitätsanker prangen, ist der schwarze Basaltfelsen mit der Burg zu erkennen, deren Türme rote Fahnen tragen. Das Stadtmotto „Nisi Dominus Frustra“, dem 127. Psalm entnommen, proklamiert, dass ohne die Hilfe Gottes nichts von Dauer sein kann. Schildhalter sind ein Mädchen und eine Hirschkuh, das Symbol des heiligen Ägidius, des Schutzpatrons der Stadt. Die Burg war im Mittelalter als Castrum Puellarum – Burg der Mädchen – bekannt, der Überlieferung nach ein sicherer Hort für Prinzessinnen.
| Stadt           | Land                | Typ             | seit |
| --------------- | ------------------- | --------------- | ---- |
| Aalborg         | Dänemark            | Twin City       | 1991 |
| Dunedin         | Neuseeland          | Twin City       | 1974 |
| Florenz         | Italien             | Twin City       | 1964 |
| Kiew            | Ukraine             | Twin City       | 1989 |
| Krakau          | Polen               | Partner City    | 1995 |
| Präfektur Kyōto | Japan               | Friendship Link | 1994 |
| München         | Deutschland         | Twin City       | 1954 |
| Nizza           | Frankreich          | Twin City       | 1958 |
| San Diego       | Vereinigte Staaten  | Twin City       | 1977 |
| Vancouver       | Kanada              | Twin City       | 1977 |
| Xi’an           | Volksrepublik China | Twin City       | 1985 |

### Städtepartnerschaften
Edinburgh unterhält offizielle bilaterale Beziehungen mit anderen Städten. Diese Kooperationen haben zum Ziel, den Austausch von Informationen und Fachwissen in Bereichen von gemeinsamem Interesse zu ermöglichen.
Die Partnerschaft mit München hat dynastische Gründe. Als Urenkel von Maria Theresia von Modena, einer Nachfahrin der Stuarts, könnte Herzog Franz von Bayern Ansprüche auf den schottischen Thron erheben.

## Wirtschaft und Infrastruktur

### Dienstleistungen und Handel

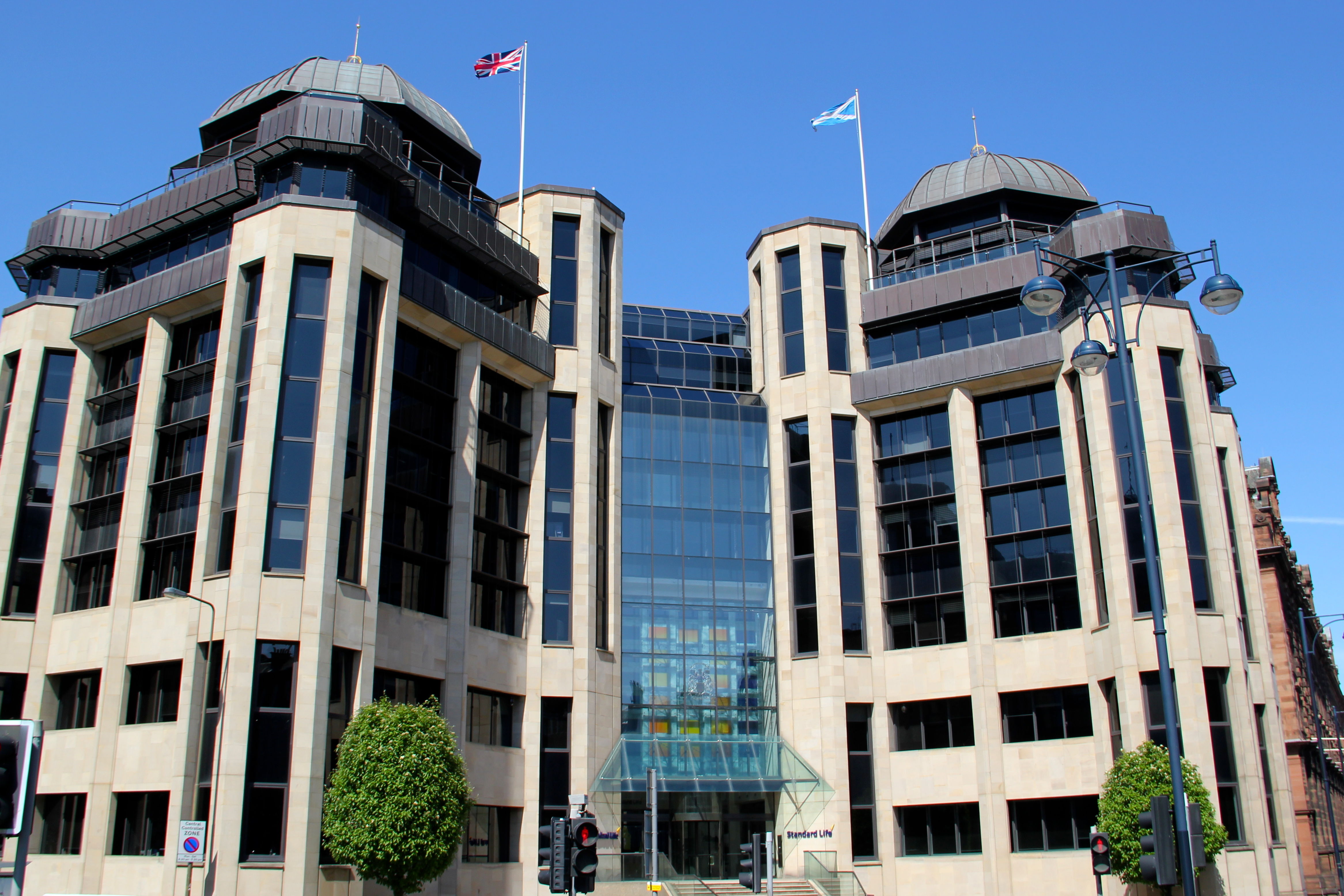
Hauptverwaltung Standard Life

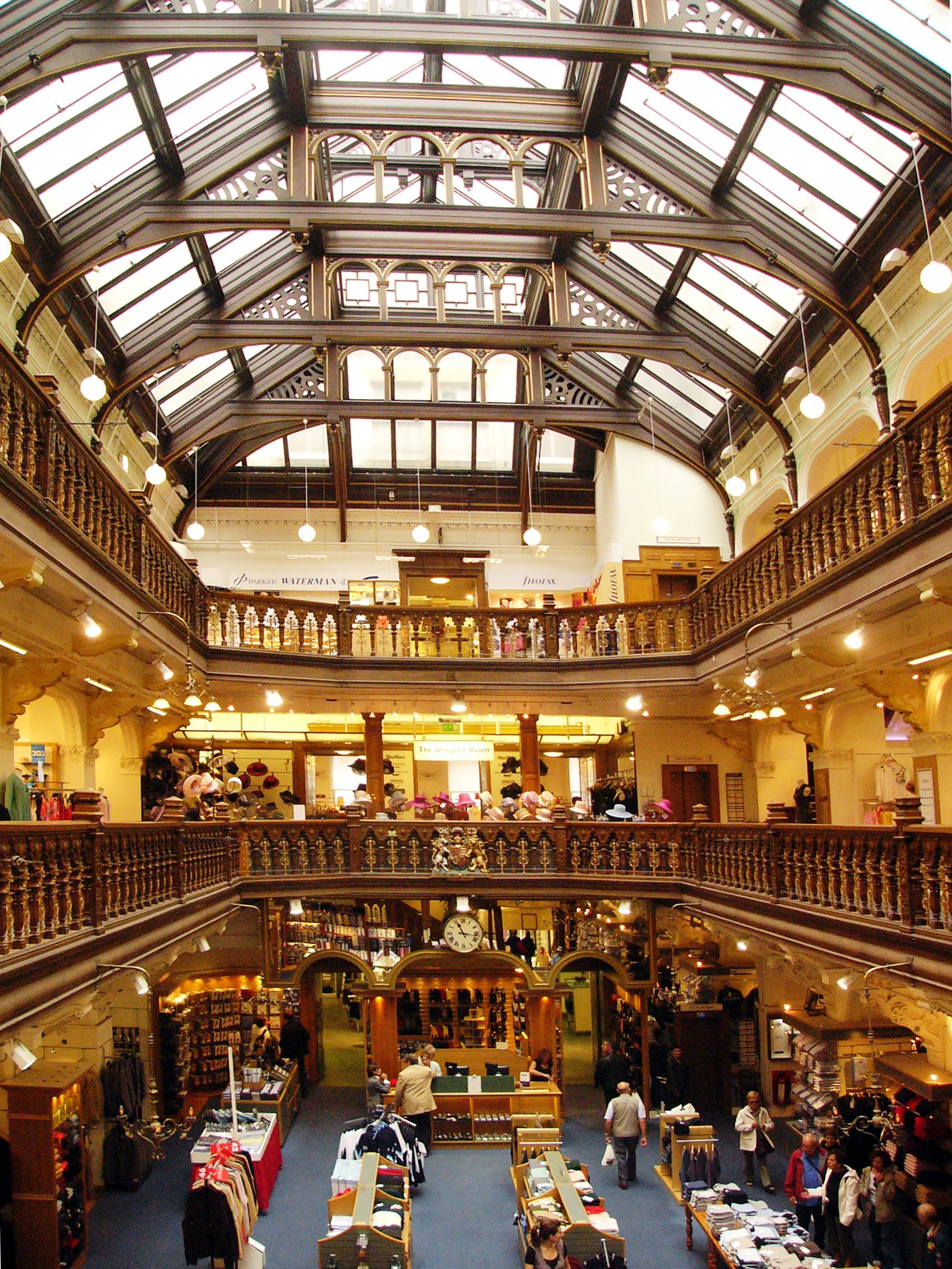
Kaufhaus Jenners

Traditionell ist Edinburgh ein wichtiges Handelszentrum, das Schottland mit Skandinavien und Kontinentaleuropa verbindet. Die Bedeutung des Hafens von Leith hat allerdings in den letzten Jahrzehnten stetig abgenommen.
Edinburgh hat nach London die zweitstärkste Wirtschaft aller Städte im Vereinigten Königreich und mit 53 % der Bevölkerung den höchsten Anteil an Arbeitnehmern mit einem beruflichen Abschluss. Im UK Competitiveness Index 2013, der die Wettbewerbsfähigkeit britischer Städte vergleicht, lag Edinburgh auf Platz 4 aller Großstädte im Vereinigten Königreich. Es liegt bei den Verdiensten und bei der Arbeitslosigkeit auf dem 2. Platz hinter London.
Während im 19. Jahrhundert vor allem das Brauereiwesen, Banken und Versicherungen sowie Druck- und Verlagswesen prägende Wirtschaftszweige waren, liegt der Schwerpunkt im 21. Jahrhundert vor allem auf Finanzdienstleistungen, wissenschaftlicher Forschung, Hochschulbildung und Tourismus. Im Jahr 2014 betrug die Arbeitslosigkeit in Edinburgh 4,3 % und lag damit deutlich unter dem schottischen Durchschnitt von 6,3 %.
Das Bankwesen ist seit über 300 Jahren eine Hauptstütze der Wirtschaft Edinburghs. Die Bank of Scotland (heute Teil der Lloyds Banking Group) wurde 1695 durch das schottische Parlament gegründet. Heute ist die Stadt durch die Finanzdienstleistungsbranche mit ihrem besonders starken Versicherungs- und Investmentsektor das zweitgrößte Finanzzentrum in Großbritannien und eines der größten in Europa. Edinburgh ist der Sitz von Scottish Widows, Standard Life, Bank of Scotland, Halifax Bank of Scotland (HBOS), Tesco Bank und AEGON UK. Die Royal Bank of Scotland eröffnete ihren neuen Hauptsitz in Gogarburn im Westen der Stadt im Oktober 2005. Verschiedene Finanzdienstleister haben im Vorfeld des Referendums über den Verbleib Schottlands im Vereinigten Königreich 2014 angekündigt, dass sie im Fall einer Selbstständigkeit Schottlands ihren Firmensitz nach London verlegen würden.
Die größten Arbeitgeber der Stadt waren 2014: National Health Service Lothian (19.500 Mitarbeiter), City of Edinburgh Council (19.260), University of Edinburgh (12.650), Lloyds Banking Group (9000), The Royal Bank of Scotland Group (8000), Standard Life (5000), Scottish Government (4000), Tesco and Tesco Bank (2600) und AEGON UK (2100). Das Durchschnitts-Bruttoeinkommen eines Arbeitnehmers betrug 2012 £ 19.100 (etwa 26.700 Euro). Damit lag Edinburgh auf dem zweiten Platz hinter London (£ 21.400). Auch im Ranking der Bruttowertschöpfung pro Einwohner 2012 lag Edinburgh mit £ 38.100 auf dem zweiten Platz hinter London (£ 40.200).
Der Tourismus ist ein weiteres wichtiges Element der Wirtschaft Edinburghs. Es ist die am meisten von ausländischen Besuchern besuchte Stadt in Großbritannien nach London. Altstadt und Neustadt von Edinburgh sind im Jahr 1995 in die Liste des UNESCO-Weltkulturerbes aufgenommen worden. Im Jahr 2016 besuchten 4,26 Mio. Touristen die Stadt, davon 1,3 Mio. aus dem Ausland. Die größte Gruppe der ausländischen Touristen waren US-Amerikaner (192.000) vor Deutschen (174.000).

### Verkehr

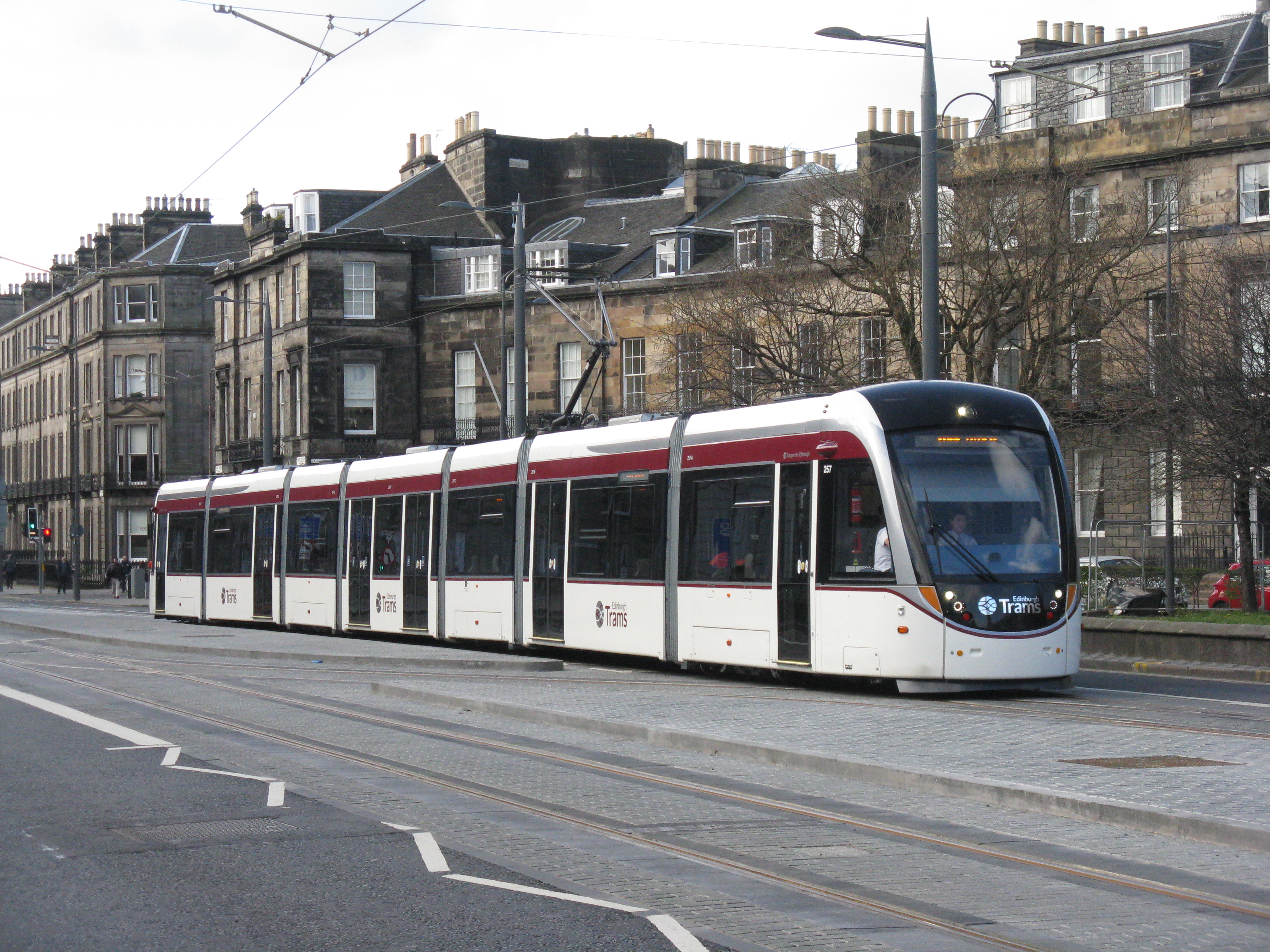
Straßenbahn am Shandwick Place im Zentrum von Edinburgh

Edinburgh ist als wichtiger Verkehrsknotenpunkt mit Eisenbahn- und Straßenverbindungen mit dem übrigen Schottland und mit England verbunden.
Der öffentliche Personenverkehr innerhalb der Stadt wird durch ein umfassendes Busnetz bedient (Lothian Buses), das den größten Teil der Verbindungen ohne Umsteigen (Einzelfahrscheine berechtigen nicht zum Umsteigen) abdeckt. Nach positivem Ausgang der Abstimmung im schottischen Parlament im Juni 2007 (gegen die Vorbehalte der SNP-Minderheitsregierung) begann der Bau der Edinburgh Trams, die den Flughafen und Granton via Zentrum und Leith Walk verbinden soll. Aufgrund von Finanzierungsproblemen wurde die ursprüngliche Strecke auf den Abschnitt vom Flughafen bis in die Innenstadt reduziert. Diese Strecke wurde am 31. Mai 2014 eröffnet. Im März 2019 wurde beschlossen, die Strecke nach Newhaven fertigzustellen, die dann im Juni 2023 für den Fahrgastbetrieb geöffnet wurde.
Zentral in der Stadt gelegen ist der Bahnhof Edinburgh Waverley an der East Coast Main Line, der teilweise als Durchgangsbahnhof und teilweise als Kopfbahnhof genutzt wird. Fernverkehr besteht Richtung Mittelengland und London, ScotRail bedient die Verbindungen innerhalb Schottlands. Im September 2015 ist das Streckennetz des regionalen Schienenverkehrs um die von Edinburgh bis Tweedbank wiederaufgebaute Waverley Line (Borders Railway) ergänzt worden.
Der internationale Flughafen Edinburgh befindet sich 13 Kilometer westlich der Stadt. Neben den meist innerbritischen Flügen gibt es auch Verbindungen zu europäischen Zielen und in jüngerer Zeit ein paar tägliche Transatlantikflüge.
Neben den Autobahnen M8 nach Glasgow und M9 nach Stirling hat Edinburgh eine umfassende Fernstraßen-Anbindung an das Straßennetz von Großbritannien und ist beispielsweise Endpunkt der A1 von London.
Edinburgh verfügt über keine überregionale Fährverbindung; der nächste Fährhafen ist das rund 19 Kilometer entfernte Rosyth.

## Kultur

### Bildung

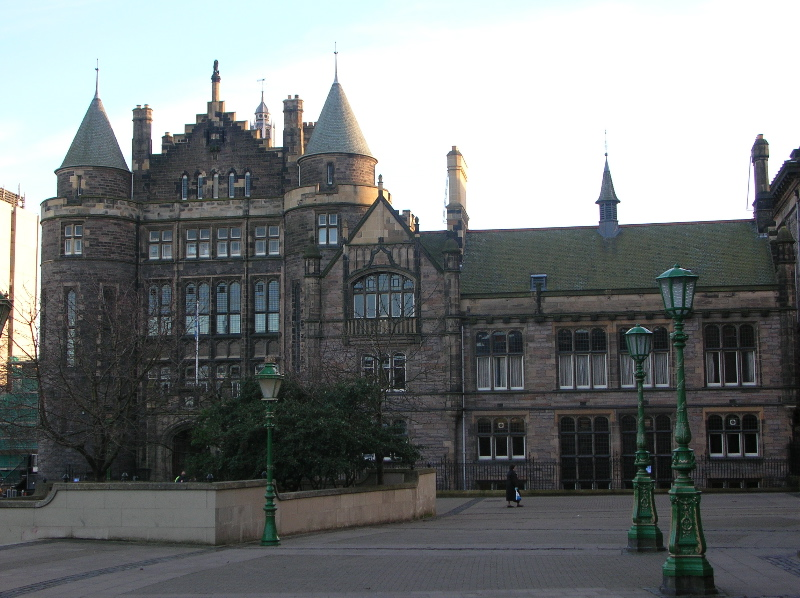
Teviot Row House, eines der weltweit ältesten Häuser einer Studentenvereinigung

Edinburgh hat drei international bekannte Universitäten, die Edinburgh Napier University, die Heriot-Watt University mit der Edinburgh Business School und die Universität Edinburgh (ebenfalls mit Business School), wobei letztere neben Universitäten wie Oxford oder Cambridge zu den besten Großbritanniens zählt. Seit 2007 kann sich das Queen Margaret University College im Vorort Musselburgh auch Universität nennen.
Hier hat die 1834 gegründete Edinburgh Geological Society (Edinburger Geologische Gesellschaft) ihren Sitz. In der Stadt hat auch der British Geological Survey seine Hauptfiliale für Schottland.

### Museen

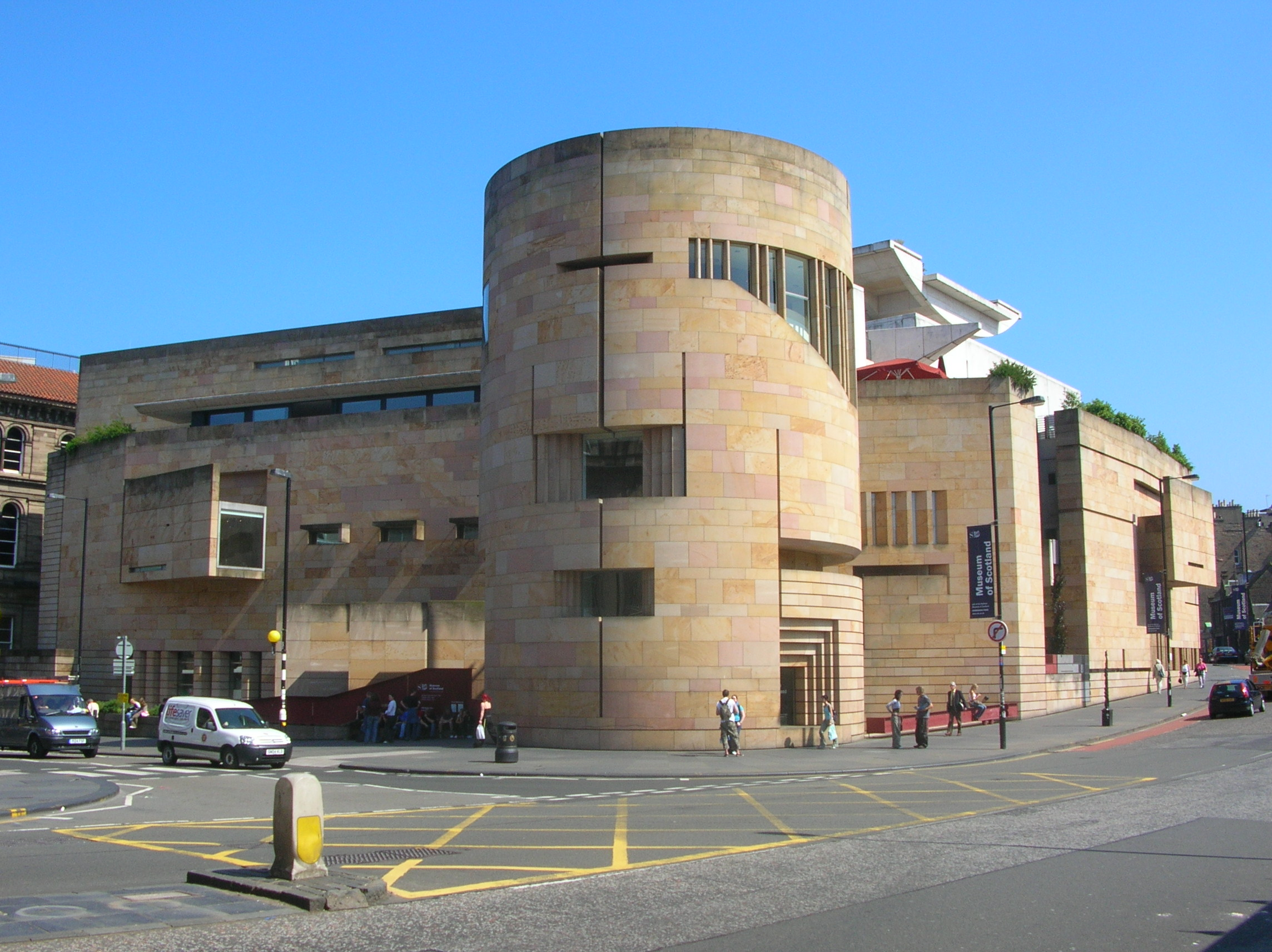
Museum of Scotland

Die Scottish National Gallery beherbergt repräsentative Sammlungen der europäischen Malerei mit einigen bekannten Highlights und zeigt wechselnde Sonderausstellungen. Die Sammlungen der Dachorganisation National Galleries of Scotland sind in fünf Galerien im Stadtgebiet von Edinburgh verteilt:
- Scottish National Gallery
- Royal Scottish Academy Building
- Dean Gallery
- Scottish National Gallery of Modern Art
- Scottish National Portrait Gallery
- National Museum of Scotland

In Edinburgh gibt es eine Vielzahl von Museen, wie z. B. das National Museum of Scotland, das Royal Museum, die National Library of Scotland, das National War Museum of Scotland, das Museum of Edinburgh, das Museum of Childhood und die Royal Society of Edinburgh.

### Theater
Die Usher Hall ist eine Konzerthalle für klassische Musik im Westteil der Stadt an der Lothian Road. Hier spielt regelmäßig auch das Royal Scottish National Orchestra.
Das Royal Lyceum Theatre, benannt nach seinem berühmten Londoner Vorläufer, wurde 1883 erbaut und bietet 658 Zuschauern Platz.
Es gibt zwei Multiplex-Kinocenter sowie das Edinburgh Filmhouse, wo das jährliche Edinburgh Film Festival ausgerichtet wird.

### Legenden
Über Edinburghs Gassen und Friedhöfe kursieren diverse Legenden und Geistergeschichten. Deshalb werden für schaulustige Touristen auf der Royal Mile fast jeden Abend Gruseltouren (sogenannte Ghost Tours) von verschiedenen Veranstaltern angeboten. Die Touren führen etwa auf den Greyfriars Kirkyard oder in den Untergrund.
Edinburgh zählt als Stadt der Geister. Eine solche Geistergeschichte behandelt den Headless Drummer Boy: Im Jahr 1650 berichteten Bedienstete der Burg über einen Jungen, der auf dem Innenhof im Kreis lief und auf seiner Trommel spielte. Als sie näher auf ihn zugingen, bemerkten sie, dass er keinen Kopf mehr hatte. Sie trauten sich nicht, an ihn heranzugehen, und ließen ihn die Nacht über weiterspielen, bis er am nächsten Morgen verschwand. Das Erscheinen des Trommlers galt als eine Warnung, da noch im selben Jahr Oliver Cromwell Schottland angriff und Edinburgh Castle eingenommen wurde. Sollte der Junge jemals wiederkommen, heißt es, dass erneut Schlechtes über die Burg kommen würde. Manchmal wird immer noch davon berichtet, dass Geräusche einer Trommel zu hören seien.

### Festivals

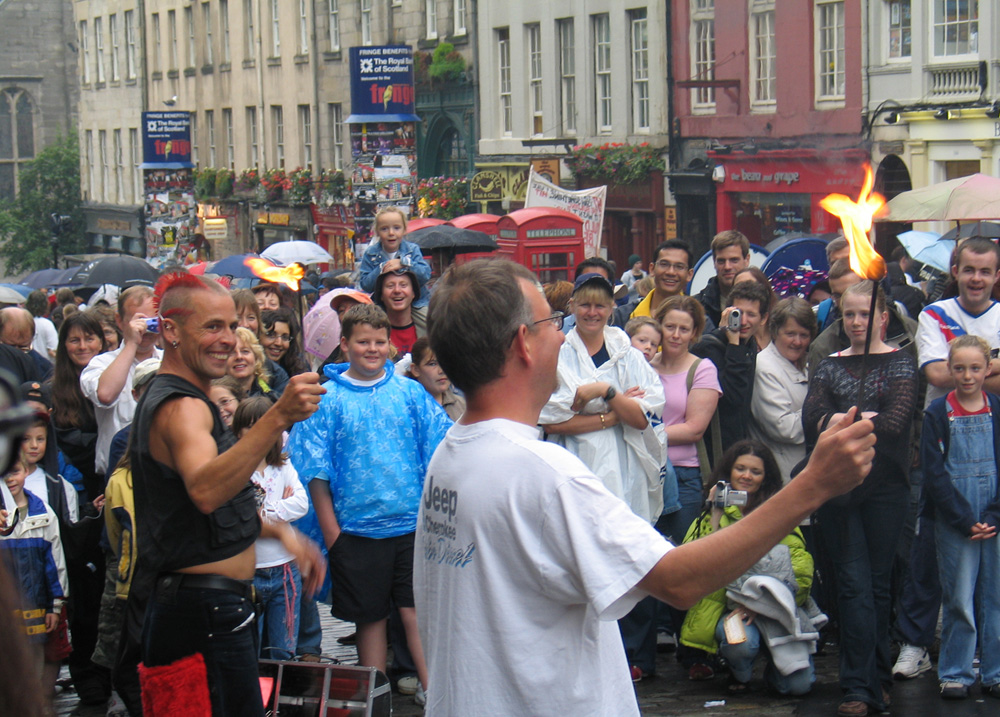
Edinburgh Festival Fringe

In Edinburgh findet jeden Sommer das Edinburgh Festival statt, das aus einer Vielzahl – zum Teil namhafter – kultureller Veranstaltungen besteht. Internationale Bedeutung im Bereich Theater und Musik hat dabei sowohl das Edinburgh International Festival für die Hochkultur, als auch das Edinburgh Festival Fringe für experimentelle Spielformen erlangt. Ebenfalls ein großer Publikumsmagnet ist das Edinburgh Military Tattoo.

### Sport
- Zwei Fußballclubs spielen in der höchsten schottischen Liga, die rivalisierenden Vereine Hibernian Edinburgh mit irisch-katholischer Tradition und Heart of Midlothian mit protestantischer.
- Ebenfalls in Edinburgh beheimatet ist das Murrayfield Stadium, das nationale Rugbystadion von Schottland, das im gleichnamigen Stadtteil liegt und sich im Besitz der Scottish Rugby Union befindet. Hier bestreitet die schottische Rugby-Union-Nationalmannschaft während den jährlichen Six Nations ihre Heimspiele, ebenso die schottische Frauen-Rugby-Union-Nationalmannschaft bei ihren jährlichen Six Nations der Frauen.
- Edinburgh hat eine Elite-Ice-Hockey-League-Mannschaft, die Edinburgh Capitals, deren Vorgängerverein die Murrayfield Racers waren.
- Seit 2003 findet der Edinburgh-Marathon statt, der mit ca. 16.000 Teilnehmern der zweitgrößte nach London im Vereinigten Königreich ist.
- Schließlich verfügt Edinburgh über 28 Golfclubs und den Speedwayclub Edinburgh Monarchs.
- Aus der Stadt kommt der Rugby-Union-Verein Edinburgh Rugby, der in der United Rugby Championship spielt.
- Edinburgh war Gastgeber der British Commonwealth Games 1970 und Commonwealth Games 1986 sowie einer der Austragungsorte der Rugby-Union-Weltmeisterschaft 1991, der Frauen-Rugby-Union-Weltmeisterschaft 1994, des Cricket World Cup 1999, der Rugby-Union-Weltmeisterschaft 1999 und der Rugby-Union-Weltmeisterschaft 2007.
- Am 27. März 1871 fand in Edinburgh das weltweit erste Länderspiel im Rugby Union statt, bei dem Schottland England mit 1–0 bezwang.
- Im Royal Highland Centre wurden als wichtige Ranglistenturniere im Snooker 2003, 2022 und 2023 die Scottish Open ausgetragen.

### Stadtbild und Architektur
Zu den markantesten Sehenswürdigkeiten der Stadt zählen das Edinburgh Castle, der Holyrood Palace, die Scottish National Gallery, die National Museums of Scotland, die Princes Street, die königliche Yacht Britannia sowie die Royal Mile.

#### Old Town
Die Royal Mile besteht aus den Straßen Canongate, High Street und Castlehill und hat tatsächlich etwa die Länge einer schottischen Meile, rund 1,8 km. Im Westen beginnt sie am Edinburgh Castle und führt über die ehemalige Highland Tolbooth Church, die St. Giles Cathedral (geweiht dem Stadtheiligen Ägidius), das People’s Story Museum, das Museum of Edinburgh und das John-Knox-Haus bis zum Palace of Holyroodhouse. Gegenüber diesem Palast befindet sich der moderne Bau des Schottischen Parlaments. Quer zur Royal Mile verlaufen im Fischgrätenmuster kleine, häufig extrem steile Gassen, die closes, courts oder auch wynds genannt werden. In der Altstadt befinden sich außerdem mehrere große Marktplätze.
Der Park Princes Street Gardens erstreckt sich zwischen dem Castle Rock, auf dem die Burg erbaut wurde und der Princes Street. Wo heute zwischen beiden der Park und der Bahnhof liegen, umgaben einst Sumpfland und Seen den Berg, wie es auf älteren Gemälden zu sehen ist.
Den höchsten Punkt der Altstadt markiert ein ehemaliger Kirchturm. Im 19. Jahrhundert wurde die Highland Tolbooth Church erbaut, 1979 wurde die Kirche geschlossen: The Hub fand seitdem vielfache neue Verwendungen, unter anderem als Festivalzentrale.

#### New Town, Gärten, Berge, Hafen

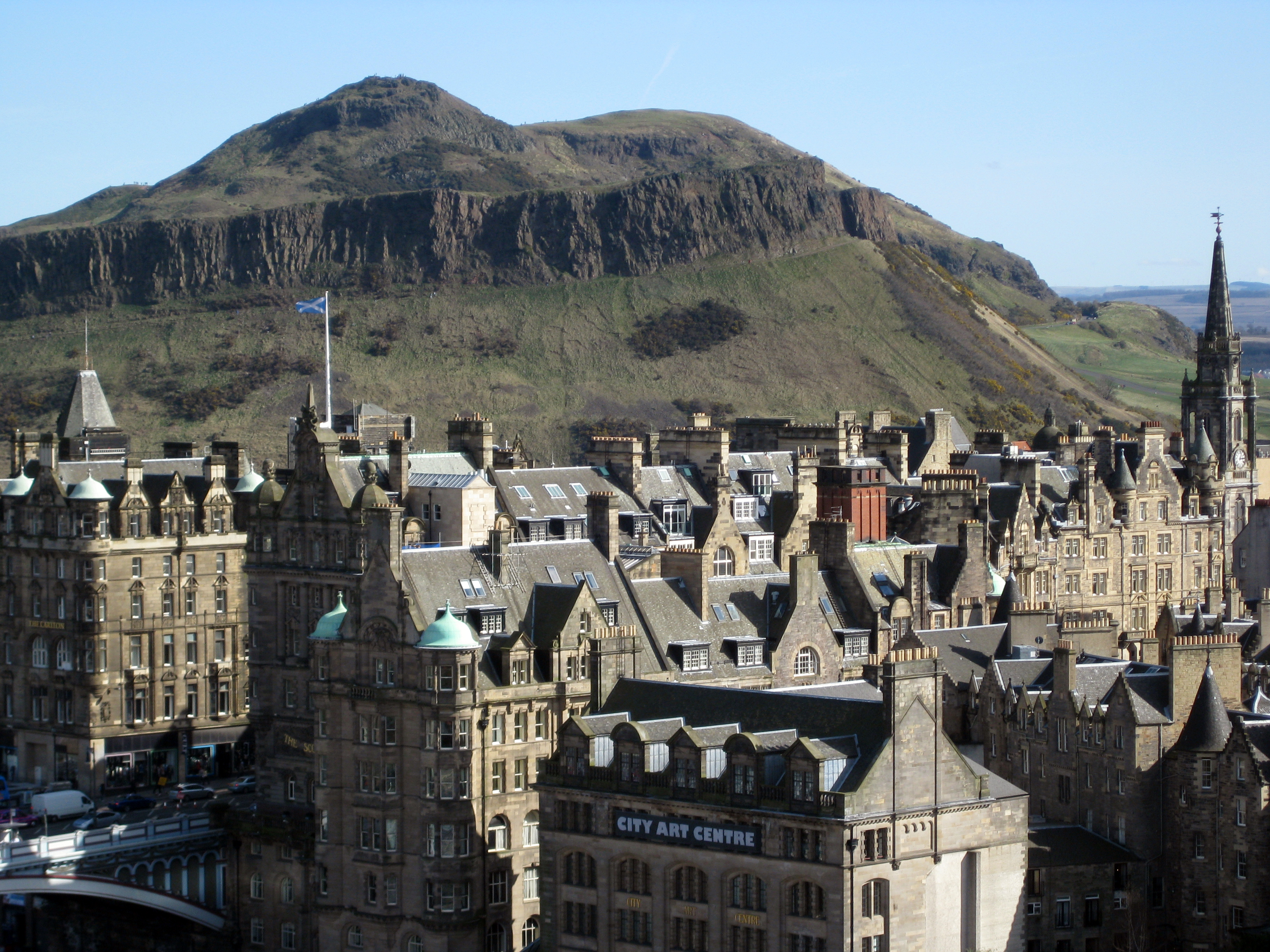
Arthur’s Seat

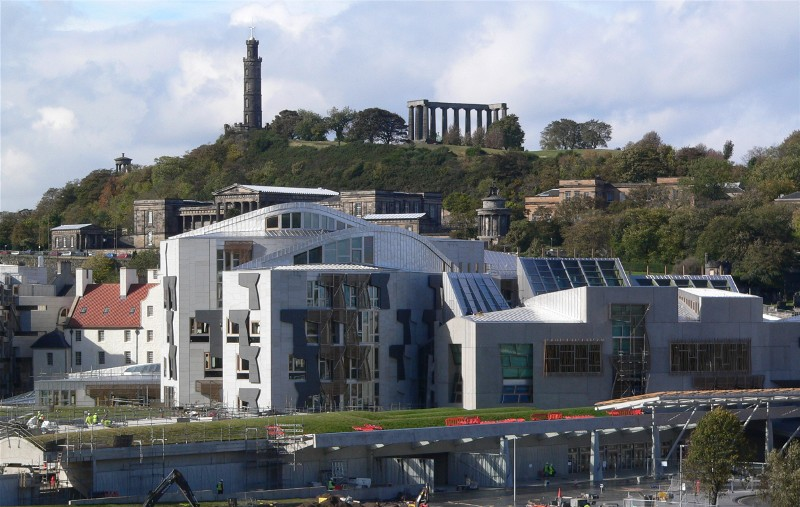
Parlamentsgebäude in Holyrood

Mit der Princes Street beginnt die georgianische New Town, die sich mit ihren rechtwinklig angelegten Straßen nördlich der Eisenbahnanlagen erstreckt. Entlang dieser Prachtstraße aus dem 18. Jahrhundert reihen sich mehrere Denkmäler und Monumente.
In der New Town befinden sich am Picardy Place die römisch-katholische Kathedrale von Edinburgh, die St. Mary’s Cathedral, ein neugotischer Bau von 1814. 1874 wurde der Grundstein für eine weitere Bischofskirche gelegt, ebenfalls Maria geweiht, es ist die episkopale St Mary’s Cathedral im West End.
Der Royal Botanic Garden Edinburgh befindet sich nördlich des Stadtzentrums. Westlich des Botanischen Gartens liegen der Zoo und die Gallery of Modern Arts.
Eine Aussicht über die Stadt bietet sich vom 251 Meter hohen Hausberg Arthur’s Seat, der vulkanischen Ursprungs ist. Die Felsformation Salisbury Crags liegt am Fuß des Berges. Auf dem Blackford Hill befindet sich das Royal Observatory Edinburgh.
Im Hafen von Leith liegt am Ocean Terminal die ehemalige königliche Yacht Britannia, die besichtigt werden kann. Der getrennte Hafen und der Burgberg haben dazu beigetragen, dass Edinburgh auch „Athen des Nordens“ (Vergleich Piräus – Akropolis) genannt wird.
Die Gilmerton Cove ist ein Komplex künstlich angelegter unterirdischer Gänge und Kammern, die unter dem Edinburgher Vorort Gilmerton aus dem anstehenden Sandstein geschnitten wurden.

### Trivia
J. K. Rowling lebte noch vor ihrem schriftstellerischen Erfolg mehrere Jahre in Edinburgh. Sie verkehrte dort gerne in einem kleinen Café, wo sie sich ihrer Schreibarbeit widmete. Die Stadt mit ihren historischen Gebäuden, Gärten und Friedhöfen gab ihr beim Schreiben der später erschienenen Harry-Potter-Romane die nötige Inspiration dafür.